# Naturbahnrodel-Europameisterschaft 1987
Die 12. FIL Naturbahnrodel-Europameisterschaft fand vom 19. bis 22. Februar 1987 in Jesenice in Jugoslawien statt. Die italienische Mannschaft gewann alle drei Wettbewerbe und acht der neun Medaillen.

## Technische Daten der Naturrodelbahn
| Name                   | Naturrodelbahn „Savske Jame“ |
| Seehöhe Start          | 1125 m                       |
| Seehöhe Ziel           | 0992 m                       |
| Höhendifferenz         | 0133 m                       |
| Durchschnittl. Gefälle | 0012,92 %                    |
| Länge                  | 1034 m                       |

## Einsitzer Herren
| Platz | Name                | Zeit |
| ----- | ------------------- | ---- |
| 01    | Manfred Gräber      | ?    |
| 02    | Harald Steinhauser  | ?    |
| 03    | Erhard Mahlknecht   | ?    |
| 04    | Willi Danklmaier    | ?    |
| 05    | Matthäus Hofer      | ?    |
| 06    | Gerhard Pilz        | ?    |
| 07    | Giuseppe Cerisa     | ?    |
| 08    | Andreas Jud         | ?    |
| 09    | Ernst Oberhammer    | ?    |
| 10    | Damiano Lugon       | ?    |
| 11    | Robert Tomelitsch   | ?    |
| 12    | Martin Jud          | ?    |
|       | Ralf Stadlober      | ?    |
| 14    | Hannes Theurl       | ?    |
| 15    | Andre Bohan         | ?    |
| 16    | Johan Myrvoll       | ?    |
| 17    | Simon Bernik        | ?    |
| 18    | Drago Česen         | ?    |
| 19    | Marjan Meglič       | ?    |
| 20    | Janko Meglič        | ?    |
| 21    | Andre Lindoe        | ?    |
| 22    | Teodor Kalisnik     | ?    |
| 23    | Stefan Zadravec     | ?    |
| 24    | Philippe Keck       | ?    |
| 25    | Stephane Keck       | ?    |
| 26    | Hubert Müller       | ?    |
| 27    | Norbert Parusel     | ?    |
| 28    | Janez Luznar        | ?    |
| 29    | Janko Zadravec      | ?    |
| 30    | Michael Wallner     | ?    |
| 31    | Karl Weber          | ?    |
| 32    | Michel De Bernardis | ?    |
| 33    | Gunnar Naustdal     | ?    |
| 34    | Michael Hautz       | ?    |
| 35    | Andreas Stiepan     | ?    |
| 36    | Christian Kluy      | ?    |
| 37    | Yves De Bernardis   | ?    |
| 38    | Michel Vaulry       | ?    |
| 39    | Wladimir Kalmikow   | ?    |
| 40    | Pierre Mettraux     | ?    |
| 41    | Hans Noll           | ?    |
| 42    | Maxim Krasnokutski  | ?    |
| 43    | Pawel Akulinin      | ?    |
| 44    | Pawel Timschin      | ?    |
| 45    | Juri Sizich         | ?    |
| 46    | Sergei Schischow    | ?    |
| 47    | Igor Skworzow       | ?    |
| 48    | Nikolai Schwaschkin | ?    |
| 49    | Kjell-Ove Sandström | ?    |
| 50    | Thomas Walfridsson  | ?    |
| 51    | Ben Heijmeijer      | ?    |
| --    | Albin Donzel        | DNS  |
| --    | Hans Wackerlin      | DNS  |
| --    | Manfred Danklmaier  | DNF  |
| --    | Hermann Sporer      | DNF  |
| --    | Lars Ake Sandström  | DNF  |

Datum: 21. Februar (1. und 2. Wertungslauf) und 22. Februar 1987 (3. Wertungslauf)
Zum bereits fünften Mal gingen alle drei Medaillen bei Naturbahnrodel-Europameisterschaften im Herren-Einsitzer an Italien. Das Rennen gewann Manfred Gräber vor Harald Steinhauser und Erhard Mahlknecht. Steinhauser war im Vorjahr Dritter der Weltmeisterschaft, Gräber und Mahlknecht gewannen ihre ersten Medaillen bei Großereignissen. Der Titelverteidiger Manfred Danklmaier aus Österreich kam nicht ins Ziel.

## Einsitzer Damen
| Platz | Name             | Zeit |
| ----- | ---------------- | ---- |
| 01    | Delia Vaudan     | ?    |
| 02    | Helga Pichler    | ?    |
| 03    | Irene Koch       | ?    |
| 04    | Evi Pirhofer     | ?    |
| 05    | Paula Peintner   | ?    |
| 06    | Herta Hafner     | ?    |
| 07    | Ida Huber        | ?    |
| 08    | Angelika Widmann | ?    |
| 09    | Sonja Leitner    | ?    |
| 10    | Tina Tolar       | ?    |
| 11    | Marina Chochlowa | ?    |
| 12    | Ursula Nöhmeier  | ?    |
| 13    | Kelly Kitchen    | ?    |
| 14    | Monique Lahey    | ?    |
| 15    | Breda Meglič     | ?    |
| 16    | Ljubow Panjutina | ?    |
| 17    | Vicky Goertzen   | ?    |
| 18    | Carina Solhag    | ?    |
| 19    | Natalie Broisat  | ?    |
| 20    | Oksana Gewa      | ?    |
| --    | Chalida Alimowa  | DNS  |
| --    | Elisabeth Als    | DNF  |

Datum: 21. Februar (1. und 2. Wertungslauf) und 22. Februar 1987 (3. Wertungslauf)
Die Italienerin Delia Vaudan, die auch schon dreimal Weltmeisterin war, wurde zum zweiten Mal in Folge und zum insgesamt dritten Mal Europameisterin im Einsitzer. Vor ihr war es nur der Österreicherin Klara Niedertscheider gelungen, dreimal den Europameistertitel zu gewinnen. Die Silbermedaille gewann die Italienerin Helga Pichler. Sie war im Vorjahr bei der Weltmeisterschaft Dritte. Die Bronzemedaille – und damit die einzige Medaille für Österreich bei dieser Europameisterschaft – gewann Irene Koch.

## Doppelsitzer
| Platz | Name                                     | Zeit |
| ----- | ---------------------------------------- | ---- |
| 01    | Andreas Jud – Ernst Oberhammer           | ?    |
| 02    | Almir Betemps – Corrado Herin            | ?    |
| 03    | Arnold Lunger – Günther Steinhauser      | ?    |
| 04    | Reinhold Buchmann – Manfred Als          | ?    |
| 05    | Arthur Gatt – August Strickner           | ?    |
| 06    | Janko Meglič – Marjan Meglič             | ?    |
| 07    | Ernst Marmsoler – Richard Marmsoler      | ?    |
| 08    | Milan Česen – Drago Česen                | ?    |
| 09    | Johan Myrvoll – Lars Ake Sandström       | ?    |
| 10    | Yves De Bernardis – Stephane Keck        | ?    |
| 11    | Philippe Keck – Michel De Bernardis      | ?    |
| 12    | Janez Luznar – Jure Potočnik             | ?    |
| 13    | Pawel Timschin – Sergei Schischow        | ?    |
| 14    | Juri Sizich – Wladimir Kalmikow          | ?    |
| 15    | Maxim Krasnokutski – Nikolai Schwaschkin | ?    |
| 16    | Matthäus Hofer – Gerhard Hirzegger       | ?    |
| --    | Hannes Theurl – Romed Stöckl             | DNF  |

Datum: 22. Februar 1987 (beide Wertungsläufe)
Italienischer Dreifachsieg auch im Doppelsitzer: Zum zweiten Mal in Folge und zum insgesamt dritten Mal gingen alle EM-Medaillen im Doppelsitzer an Italien. Die Goldmedaille gewannen Andreas Jud und Ernst Oberhammer, die bei der letzten EM Dritte und schon zweimal Weltmeister waren. Die Silbermedaille ging an die amtierenden Weltmeister Almir Betemps und Corrado Herin, die bei der letzten EM ebenfalls Zweite waren. Die Bronzemedaille gewannen Arnold Lunger und Günther Steinhauser, die im Vorjahr Dritte bei der Weltmeisterschaft waren. Günther Steinhauser war mit Andreas Jud 1983 Europameister gewesen.

## Medaillenspiegel
| Platz | Land       | Gold | Silber | Bronze | Gesamt |
| ----- | ---------- | ---- | ------ | ------ | ------ |
| 1.    | Italien    | 3    | 3      | 2      | 8      |
| 2.    | Österreich | —    | —      | 1      | 1      |